# Larry Benson
Larry Dean Benson (1929-2015) fue profesor de literatura medieval en la Universidad de Harvard.

## Biografía
Después de una licenciatura en la Universidad Estatal de Arizona y un doctorado en la Universidad de California en Berkeley. Posteriormente enseñó en Harvard durante 45 años y se jubiló en 1998. Fue un estudioso de la literatura inglesa antigua y media, conocido como el editor general de Riverside Chaucer, la edición moderna autorizada de las obras completas de Geoffrey Chaucer.